# Wataru Ebihara
Wataru Ebihara (海老原 亘, Ebihara Wataru, né le 12 décembre 1973) est un athlète japonais, spécialiste du lancer du marteau.

## Biographie
Il remporte la médaille d'or du lancer du marteau lors des Championnats d'Asie 2000, à Djakarta, avec la marque de 69,50 m

### Palmarès
| Date | Compétition             | Lieu     | Résultat | Épreuve           | Performance |
| ---- | ----------------------- | -------- | -------- | ----------------- | ----------- |
| 2000 | Championnats d'Asie     | Djakarta | 1er      | Lancer du marteau | 69,50 m     |
| 2001 | Jeux de l'Asie de l'Est | Osaka    | 3e       | Lancer du marteau | 68,55 m     |

### Records
| Épreuve           | Performance | Lieu    | Date         |
| ----------------- | ----------- | ------- | ------------ |
| Lancer du marteau | 72,47 m     | Odawara | 25 juin 2000 |